# Modraszek damon
Modraszek damon (Polyommatus damon) – gatunek motyla dziennego z rodziny modraszkowatych.

## Wygląd
Rozpiętość skrzydeł wynosi od 30 do 34 mm. Występuje dymorfizm płciowy zauważalny na wierzchu skrzydeł: u samców błękitny z szeroką obwódką, a u samic brunatny (czasem z niebieskim nalotem przy nasadzie).

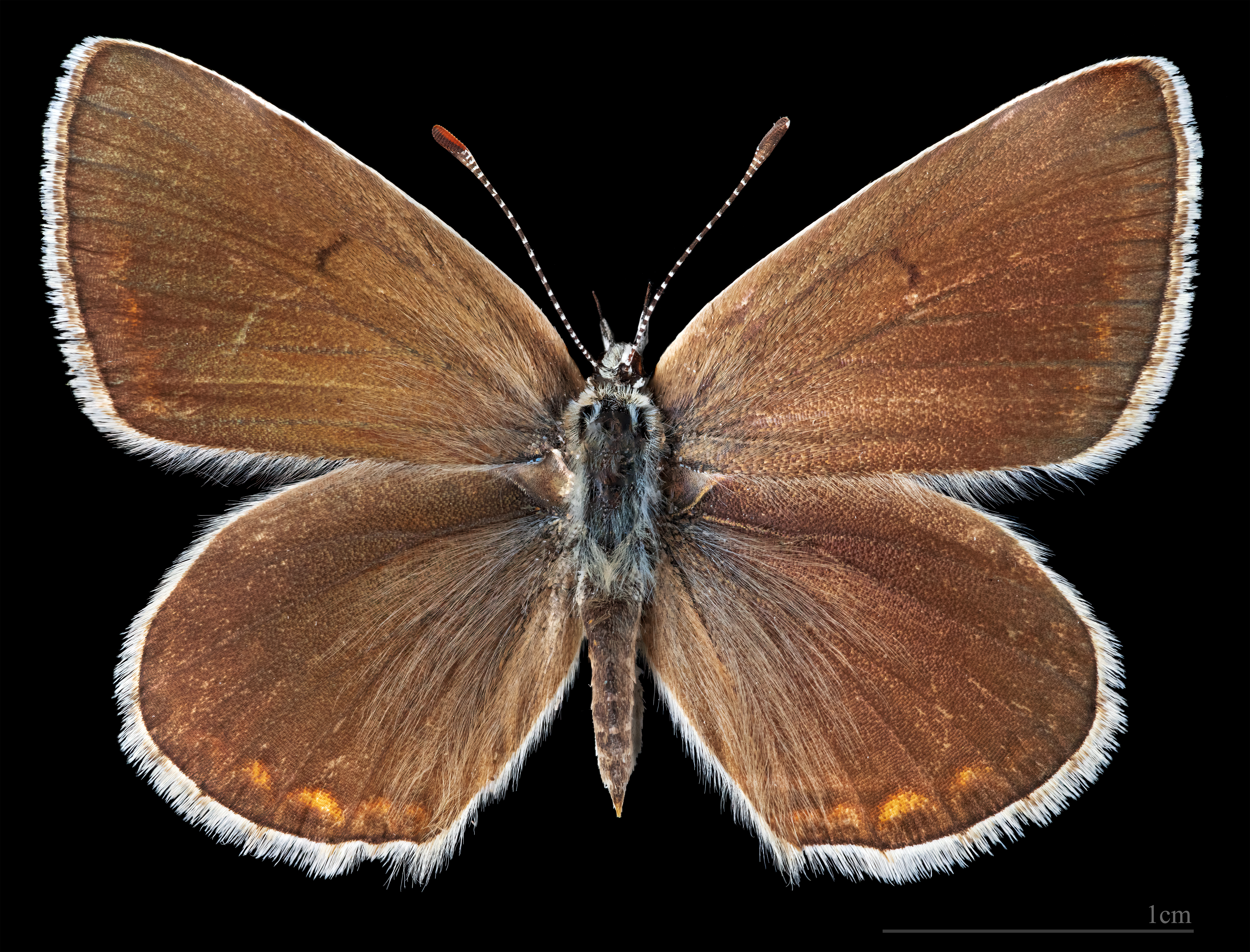
Polyommatus d. damone  ♀
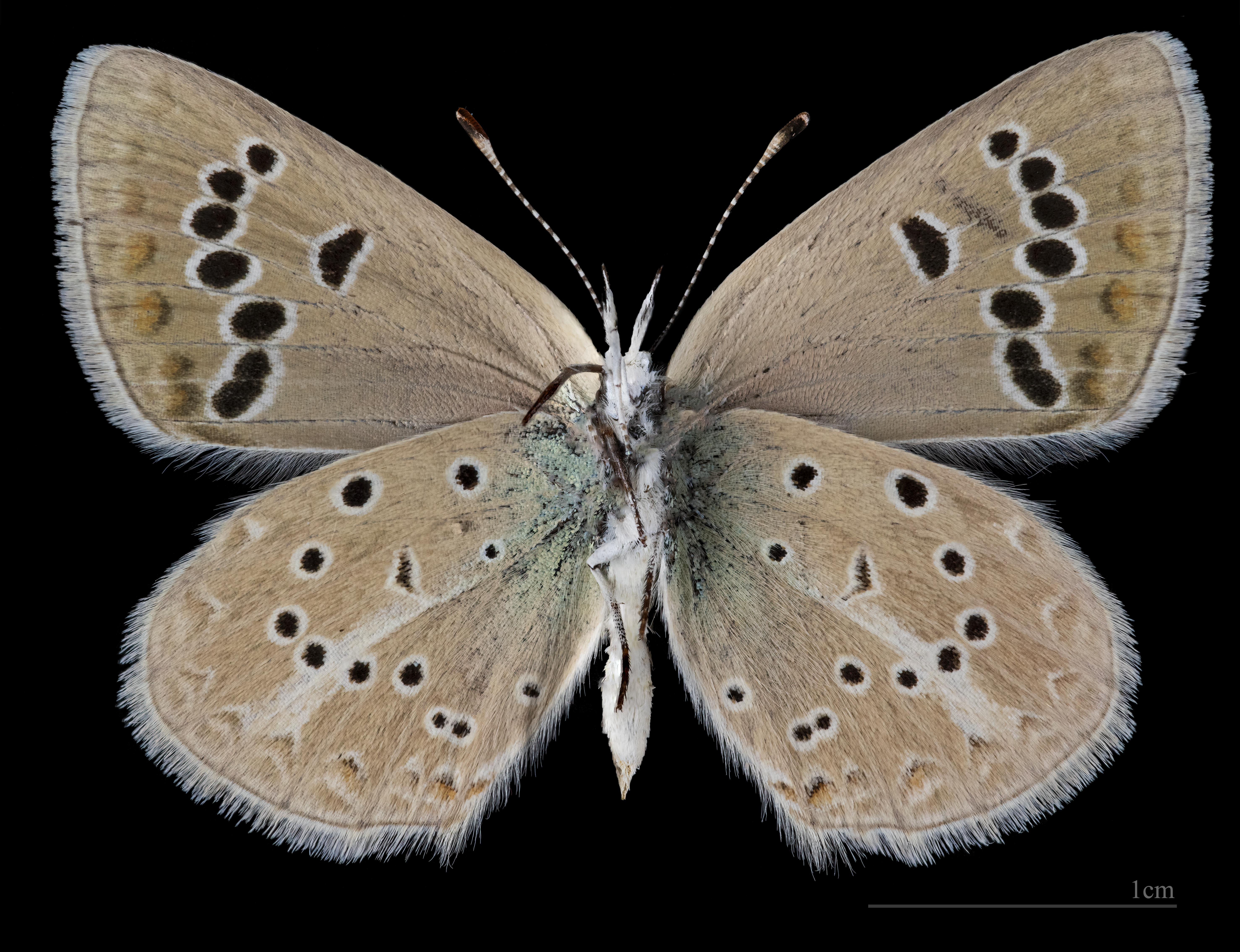
Polyommatus d. damone  ♀ △

## Siedlisko
Murawy kserotermiczne na nasłonecznionych wzgórzach, stare kamieniołomy.

## Biologia i rozwój
Wykształca jedno pokolenie w roku (lipiec-początek września). Roślina żywicielska: sparceta siewna i piaskowa. Jaja składane są w suchych kwiatostanach roślin żywicielskich. Jaja lub świeżo wylęgłe larwy zimują; są fakultatywnie myrmekofilne. 

## Rozmieszczenie geograficzne
Gatunek pontyjko-śródziemnomorski, w Polsce był obserwowany na Górnym Śląsku, Ponidziu, w Kotlinie Sandomierskiej i Bieszczadach. Od 1965 roku nienotowany.